# Szczerbickie I
Szczerbickie I – dawna wieś. Tereny na których leżała znajdują się obecnie na Białorusi, w obwodzie witebskim, w rejonie miorskim, w sielsowiecie Jazno.

## Historia
W czasach zaborów wieś w gminie Jazno, w powiecie dzisieńskim, w guberni wileńskiej Imperium Rosyjskiego.
W latach 1921–1945 wieś leżała w Polsce, w województwie wileńskim, w powiecie dziśnieńskim, w gminie Jazno.
Według Powszechnego Spisu Ludności z 1921 roku zamieszkiwało tu 59 osób, 2 było wyznania rzymskokatolickiego a 57 prawosławnego. Jednocześnie 37 mieszkańców zadeklarowało polską a 22 białoruską przynależność narodową. Było tu 10 budynków mieszkalnych. W 1931 w 13 domach zamieszkiwało 67 osób.
Wierni należeli do parafii rzymskokatolickiej i prawosławnej w Jaźnie. Miejscowość podlegała pod Sąd Grodzki w Dziśnie i Okręgowy w Wilnie; właściwy urząd pocztowy mieścił się w Jaźnie.